# ティオンヴィル - アパク線
ティオンヴィル - アパク線 (フランス語: Ligne de Thionville à Apach) はグラン・テスト地域圏モゼル県ティオンヴィルとアパクにおけるフランス＝ドイツ国境線を結ぶ鉄道路線である。国境からモーゼル鉄道が上モーゼル地方に伸びる。

## 歴史
1878年5月15日エーラング - ディーデンホーフェン（現在ティオンヴィル）間は大砲鉄道（Kannonenbahn）の一部としてドイツ帝国の軍事戦略目的で開通された。ディーデンホーフェンからシアク境界線までの22 km区間は1873年に許可された、エルザス＝ロートリンゲン管理局の区間であった。
1919年ドイツ帝国鉄道の管理局はアルザス＝ロレーヌ鉄道（Administration des chemins de fer d’Alsace et de Lorraine, AL）に移管されて、1938年フランス国営鉄道が発足しALの路線網を引き受けた。
第二次世界大戦の終戦後、モーゼル線のザール保護領区間はほかのザールラント鉄道から隔離されたので、SNCFがこの路線もネニヒ - ペアル区間も運営することとなった。1957年ザールラント州がドイツ連邦共和国に復帰して、SNCFの運営区間はこの路線に制限された。電車線は1960年すでに備えられた。
2008年夏の時刻表変更の際に国際旅客列車運行が14年以上の期間経過後、休日のみに再開された。2013年12月にティオンヴィル - アパク区間の列車運行はバス代行に変更された。

## 運行形態
- 快速列車（TER）: メス - ティオンヴィル - ペアル - コンツ中駅 - トリーア。一日2往復（休日のみ）。

2011年以来ドイツ鉄道の185形機関車およびフランス鉄道のBB37000機関車が主に貨物輸送を担当して、メス、トリアー、ケルン方面に通行する。